# Patrick Balkany
Pour les articles homonymes, voir Balkany.
Patrick Balkany, né le 16 août 1948 à Neuilly-sur-Seine, est un homme politique français.
Il est membre du Rassemblement pour la République (RPR), dont il est un des fondateurs, puis de l'Union pour la majorité présidentielle qui devient peu après l'Union pour un mouvement populaire (UMP), et enfin du parti Les Républicains (LR). Il exerce, de 1983 à 1995, puis de 2001 à 2020, soit pendant trente et un ans, la fonction de maire de Levallois-Perret. Entre 1988 et 2017, il est plusieurs fois élu député de la 5e circonscription des Hauts-de-Seine (recouvrant Clichy et Levallois-Perret). Entre 1982 et 1988, il est conseiller général des Hauts-de-Seine.
Impliqué dans plusieurs affaires politico-financières, il est condamné en 1997 à deux ans d'inéligibilité pour prise illégale d'intérêts. À partir de 2013, il est poursuivi, avec son épouse et première adjointe, Isabelle, pour une affaire de déclarations mensongères de patrimoine et de blanchiment de fraudes fiscales. En 2019, il est condamné à trois ans de prison ferme pour fraude fiscale, et il est emprisonné à la prison de la Santé, puis placé sous surveillance par un bracelet électronique cinq mois plus tard pour raisons de santé ; le jugement est confirmé en appel en 2020. Également condamné à dix ans d’inéligibilité, il est démis de son mandat de maire. Il est de nouveau incarcéré en février 2022 pour ne pas avoir respecté les contraintes de sa détention à domicile. Il est libéré en août 2022 après un second aménagement de peine.

## Origines et famille
Patrick Balkany naît le 16 août 1948. Il est le fils de Gyula Balkány (1912-1995) et de Gisèle Frucht (1921-2000). Son père est un immigré juif hongrois qui a fui la Hongrie en 1937 pour la Belgique où, dès l'occupation de son pays, il entre en résistance étant spécialisé dans les faux-papiers. Gyula Balkány est arrêté en 1941 à Paris, interné à Drancy, puis déporté, en 1942, dans plusieurs camps, dont Auschwitz. Il en sort vivant et revient en France après la guerre. Il récupère et revend du matériel américain trop lourd à rapatrier et investit ses gains dans une ligne de vêtements féminins et une chaîne de magasins de prêt-à-porter de luxe, les magasins Réty, dont la boutique principale est située 54, rue du Faubourg-Saint-Honoré. Sa mère est la fille d'une famille de tailleurs juifs lettons et ukrainiens.
En 1976, Patrick Balkany épouse Isabelle Smadja. Ils ont deux enfants, Alexandre (en 1980) et Vanessa (en 1976), tous deux gérants de diverses sociétés,.
À plusieurs reprises, Patrick Balkany fait l'objet d'accusations pour agression et harcèlement sexuels. En 1996, sa nouvelle compagne dépose plainte pour « viol et menace avec armes », et en 2011, Marie-Claire Restoux, ancienne championne de judo et ex-suppléante de Balkany à l'Assemblée nationale, l'accuse publiquement de harcèlement sexuel.
Son fils Alexandre Balkany est mis en examen en 2017 pour blanchiment de fraude fiscale.
En juin 2017, celui-ci est également placé en garde à vue à la suite de violences conjugales, dont l'affaire est classée sans suite.
Le 5 septembre 2019, une altercation a lieu entre deux militants de la Ligue de défense noire africaine (LDNA) et Patrick Balkany. Le 25 novembre, les deux militants sont condamnés pour « acte d'intimidation envers un élu public » à six mois de prison ; ils annoncent faire appel de cette décision,.

## Parcours professionnel

### Formation et débuts
Non-bachelier, après des études dans une école internationale suisse, Patrick Balkany reprend l'entreprise familiale de prêt-à-porter Réty, créée et gérée par son père jusqu'en 1975. Il est le trésorier d'une association de cinéastes amateurs, l'Équipe de cinéma indépendant, fondée par Jean-François Davy. Il s'essaie au métier d'acteur entre 1965 et 1967, tenant plusieurs rôles secondaires au cinéma et à la télévision. On le voit ainsi dans Soleil noir de Denys de la Patellière et J'ai tué Raspoutine de Robert Hossein. Entre 2001 et 2010, il joue son propre rôle dans des séries télévisées, faisant notamment une apparition dans Commissaire Moulin.
En 1970, il a 22 ans et effectue son service militaire au palais de l'Élysée (juste à côté de la boutique familiale) au cabinet de Georges Pompidou, où il se lie avec le secrétaire général Michel Jobert, qui sera son témoin de mariage.
Proche de Michel Jobert, Patrick Balkany est membre fondateur du comité central du RPR en décembre 1976. Lors des élections législatives de 1978, il brigue un siège de député dans la première circonscription de l'Yonne, où il avait été envoyé par Jacques Chirac, et obtient 10 % des voix, contraignant le secrétaire général de l’UDF, Jean-Pierre Soisson, à un ballotage.

### Implantation à Levallois-Perret et gestion municipale
À la suite de son échec à Auxerre, Patrick Balkany s'implante à Levallois-Perret, où il ouvre une permanence. En 1981, après la dissolution de l'Assemblée nationale par François Mitterrand, il se présente aux élections législatives où il est battu en obtenant 46 % des voix contre le député-maire communiste de Levallois-Perret, Parfait Jans. Un an plus tard, en 1982, lors des élections cantonales, il emporte le siège de conseiller général du canton de Levallois-Perret-Sud et devient vice-président du conseil général des Hauts-de-Seine. En 1983, sa liste emporte la majorité dès le premier tour aux élections municipales à Levallois-Perret avec 51,1 % des voix.
Durant ses deux premiers mandats, il contribue à la profonde mutation de Levallois-Perret, en transformant les zones industrielles déliquescentes ou en friche (occupant près d'un quart de la superficie de la ville) en quartiers résidentiels et de bureaux. Ces changements, qui vaudront à Patrick Balkany le surnom de maire-bâtisseur, affectent l'urbanisme de la ville en développant l'immobilier privé et les équipements publics de proximité, et en remodelant la sociologie de ses habitants. Selon certaines évaluations, sa gestion finit cependant par faire de la ville une des plus endettées de France,.
Lors de la campagne présidentielle de 1995, il soutient la candidature d'Édouard Balladur, qui est battu par Jacques Chirac. Lors des élections municipales qui suivent, il perd contre le chiraquien Olivier de Chazeaux.

### Période d’inéligibilité
Après sa condamnation en 1997 à deux ans d’inéligibilité pour prise illégale d'intérêts, Patrick Balkany s'installe à Saint-Martin pour diriger la radio RCI 2 et Régie Caraïbe Production, gérant la publicité de la radio. Selon ses propos, il cherche « la paix » et à se « faire oublier »,.

### Retour en politique
Patrick Balkany effectue son retour sur la scène politique de Levallois-Perret à l'occasion des élections municipales de 2001. Sans étiquette, il remporte le scrutin face au maire sortant soutenu par le RPR et l'UDF, la liste de la gauche plurielle, ainsi qu'une liste divers droite. Le préfet des Hauts-de-Seine saisit alors le tribunal administratif de Paris pour contester son élection au conseil municipal de Levallois-Perret, ce dernier étant selon lui inéligible.
En juin 2002, lors des élections législatives, il retrouve son siège de député de la 5e circonscription des Hauts-de-Seine, en s'imposant de justesse dans une triangulaire, face au candidat socialiste et au sortant Olivier de Chazeaux. Il siège dès lors au groupe UMP, qui succède au RPR.
À la suite du recours préfectoral, le 29 juillet 2002, le Conseil d'État confirmant un jugement du tribunal administratif de Paris du 17 octobre 2001, considère que Patrick Balkany était inéligible au moment du scrutin et annule son élection à la mairie de Levallois-Perret. Le 22 septembre 2002, de nouveau éligible lors de l'élection municipale partielle qui suit, il est réélu maire de Levallois-Perret au premier tour avec 53,78 % des voix, améliorant ainsi son score de 2001.

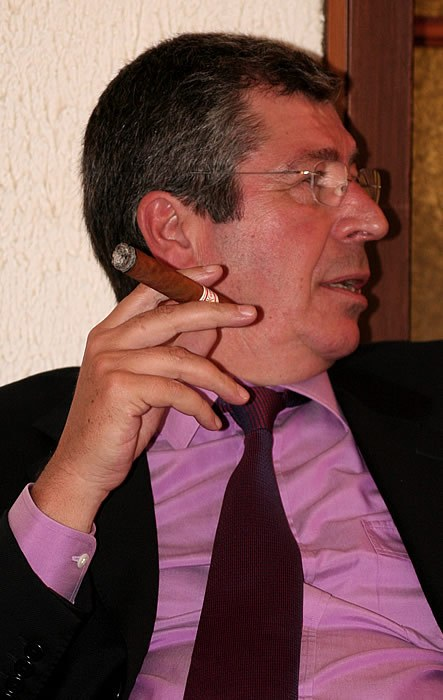
Patrick Balkany en 2007.

Lors du premier tour des élections législatives de juin 2007, Patrick Balkany arrive en tête en réunissant 42,11 % dans sa circonscription. Il est élu au second avec 55,25 % des voix face à son adversaire socialiste Gilles Catoire, en obtenant plus de 66 % à Levallois-Perret. L'année suivante, il est réélu maire de sa ville, la liste qu'il conduisait l'ayant emporté au premier tour des municipales.
Un article du journal Le Monde, daté du 29 juin 2009, se fait l'écho d'un rapport de la chambre régionale des comptes d'Île-de-France du 6 avril 2009 dressant un bilan sévère de la gestion de Levallois-Perret. Le document évoque une hausse de la dette, une explosion des dépenses festives et des « anomalies » dans le contrôle des frais et dans la gestion du parc de voitures de fonction. En réaction, Isabelle Balkany conteste le bien-fondé de ces accusations, et s'étonne que seul le dernier mandat de son mari ait fait l'objet d'investigations de la part des magistrats financiers.

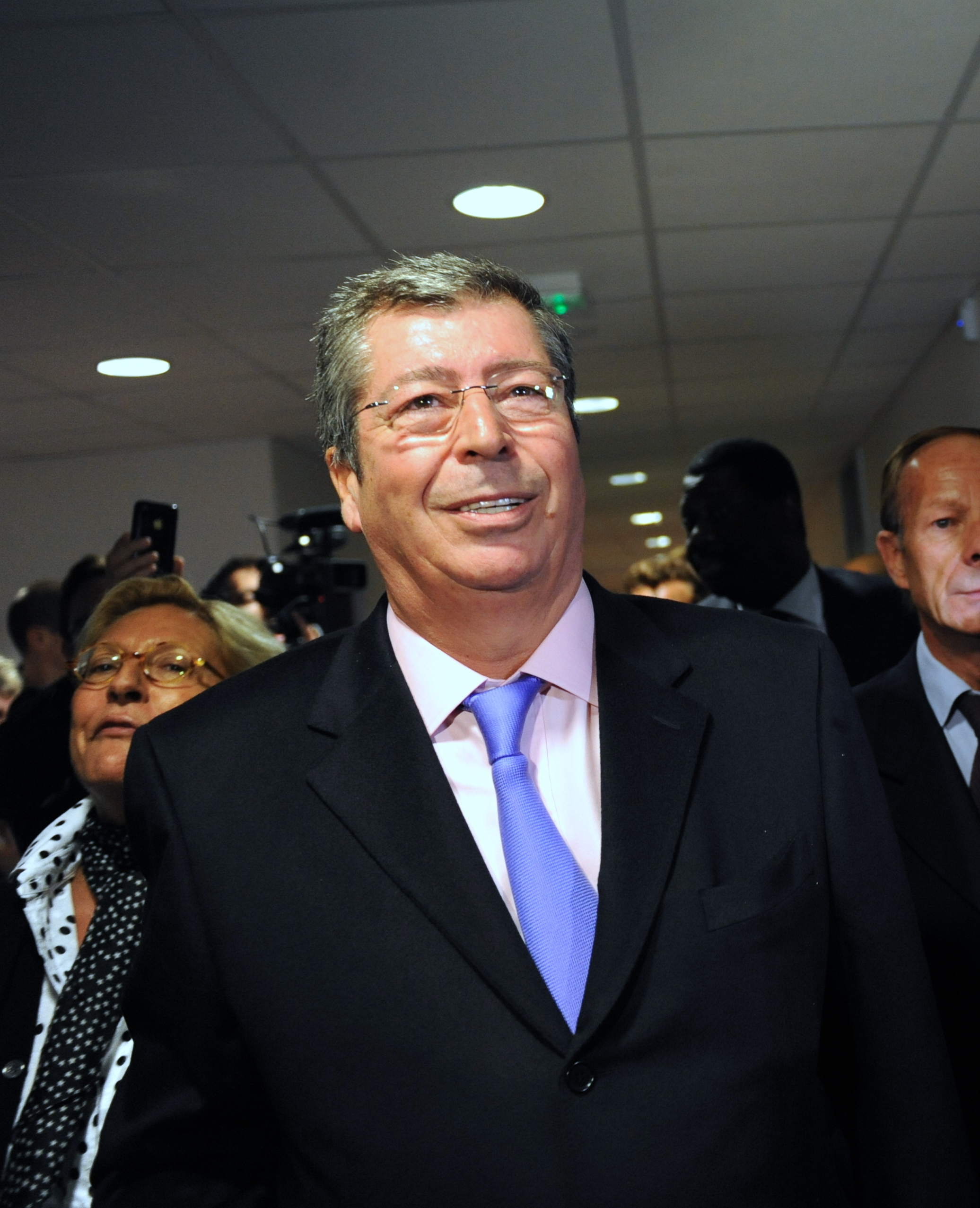
Patrick Balkany, le 29 septembre 2010 à Levallois-Perret.

D'octobre 2010 à juin 2011, Patrick Balkany n’a assisté à aucune des 33 réunions du mercredi de la commission des affaires étrangères de l'Assemblée nationale, et écope d'une sanction financière (retenue sur les indemnités).
À l'occasion des élections législatives de 2012, il est réélu député au second tour, avec 51,4 % des suffrages exprimés, avec comme suppléant Rémi Muzeau.
Lors de la XIVe législature, il est un des députés qui sifflent, avec Lucien Degauchy, la ministre du Logement Cécile Duflot le 17 juillet 2012 à l'Assemblée nationale parce qu'elle porte une robe à fleurs. Cet incident sera décrit comme emblématique du sexisme dans le milieu politique français,.
En 2012, il est le maire de la commune la plus endettée de France avec une dette de 11 484 € par habitant, ce qui constitue une augmentation de 306 % par rapport à l’année 2000.
À l'issue des élections municipales de 2014, il est réélu maire de Levallois-Perret pour un cinquième mandat, la liste qu'il conduisait l’ayant emporté au premier tour, avec 51,6 % des suffrages exprimés.
Il soutient Nicolas Sarkozy pour la primaire présidentielle des Républicains de 2016.

### Affaires judiciaires et départ de l’Assemblée nationale
En mars 2016, Patrick Balkany est condamné pour avoir diffamé son adversaire politique Arnaud de Courson.
En juin 2016, en dépit de ses multiples mises en examen le concernant, il est proposé à l'investiture (de manière automatique, comme tous les députés sortants) par la commission nationale d’investiture des Républicains pour les élections législatives de 2017, ce qui provoque quelques remous dans son camp,. Après plusieurs jours de polémique, il renonce finalement à l'investiture, invoquant la mise en conformité avec la loi sur le cumul des mandats en 2017 et son souhait de rester maire de Levallois-Perret. Cependant, la personne qu'il désigne pour lui succéder à la députation, Agnès Pottier-Dumas, conseillère municipale de Levallois-Perret, serait inéligible car membre de cabinet d’une présidence de région, ce qu'elle confirme quelques jours plus tard, renonçant à l'investiture. Patrick Balkany soutient alors la candidature de son adjoint François-Xavier Bieuville, mais c'est Arnaud de Courson qui est finalement désigné en février 2017 par la commission d'investiture du parti. En réaction, il fait retirer les affiches de François Fillon de la commune.
Lors des élections législatives de 2017, après avoir soutenu François-Xavier Bieuville, qui est éliminé au premier tour, Patrick Balkany soutient Céline Calvez, la candidate du parti En marche contre Arnaud de Courson, investi par son parti Les Républicains dans sa circonscription. À ce sujet, il indique sur l'antenne de BFM Paris : « J'étais ravi de lui dire que je préfère la voir elle à l'Assemblée que voir mon opposant depuis 25 ans, qui s'oppose à tout ce qu'on fait à Levallois, élu. Monsieur de Courson, je crois que politiquement, il est mort depuis longtemps ». Céline Calvez est élue au second tour. En septembre 2018, il fait voter par son conseil municipal de Levallois-Perret une hausse de 56 % de son indemnité de maire, qui passe à 4 257 euros mensuels, ce qui reste dans les plafonds autorisés concernant sa commune, mais à son niveau le plus haut.

### Prison, inéligibilité et fin du mandat de maire
Le 15 septembre 2019, à la suite de sa condamnation à de la prison ferme, c'est son épouse, Isabelle, qui assure l'intérim comme maire de Levallois-Perret. Alors que Patrick Balkany entend toujours briguer un septième mandat aux élections municipales de 2020, le député LR Éric Woerth l'appelle à renoncer, tandis que le couple reçoit le soutien d'une partie de ses administrés lors d'un rassemblement,. Il est hospitalisé à partir du 12 décembre à l'hôpital Cochin.
Malgré son incarcération et la division de son équipe municipale, un sondage réalisé en novembre 2019 place Patrick Balkany nettement en tête du premier tour ; sa femme est également donnée première si elle venait à se présenter à sa place. Le couple renonce finalement à briguer un nouveau mandat municipal et apporte son soutien à la liste conduite par Agnès Pottier-Dumas et David-Xavier Weiss,. Le 6 mars 2020, après sa condamnation en appel à dix ans d'inéligibilité et à quelques jours des élections, le couple est démis d’office de ses mandats municipaux par un arrêté du préfet des Hauts-de-Seine.
Il retire en avril son soutien à la liste de Agnès Pottier-Dumas, son ancienne directrice de cabinet. Selon Le Canard enchaîné, cette décision fait suite au refus de celle-ci de le recruter, ainsi que son épouse, dans une société d'économie mixte de la ville.
Le 7 février 2022, il est de nouveau incarcéré, cette fois à la prison de Fleury-Merogis pour ne pas avoir respecté les contraintes de sa détention à domicile, notamment pour ne pas avoir remboursé ses dettes et avoir eu une attitude outrageante envers la Justice. Le 30 mai, le tribunal d’application des peines d’Evry accorde une nouvelle libération conditionnelle sans bracelet électronique mais le parquet, estimant qu’il « n’accepte pas le principe de sa condamnation », fait appel de cette décision et Patrick Balkany est maintenu en détention. Ce dernier comparaît à nouveau le 30 juin devant le tribunal d’application des peines, qui annonce qu’il statuera de l’aménagement de sa peine le 4 août suivant.
La cour d'appel de Paris accède à sa demande d'aménagement de peine. Le 5 août, Patrick Balkany sort de prison.
Afin de se venger de la nouvelle équipe municipale de Levallois, Patrick Balkany et son épouse ont envoyé à plusieurs élus et à l’actuelle maire des photomontages pornographiques mettant en scène le premier adjoint de la ville. Un procès pour « atteinte à la vie privée » est prévu en avril 2023.
Il décide de monter une liste concurrente pour les élections municipales de 2026. Il ne pourra cependant figurer sur la liste en raison de sa condamnation en 2020 à dix ans d’inéligibilité.

## Activités en Afrique
Dans les années 1990, Patrick Balkany effectue plusieurs voyages en Afrique dans le « sillage de Charles Pasqua ». En 1992, il se rend ainsi à plusieurs reprises à Sao Tomé-et-Principe afin de promouvoir la réalisation d'une zone franche avec casinos, à laquelle la Banque mondiale met son veto. À l'occasion de plusieurs déplacements sur le continent, il noue des liens avec les présidents centrafricain Ange-Félix Patassé et tchadien Idriss Déby,.
Durant la campagne présidentielle française de 1995, Patrick Balkany, qui soutient alors Édouard Balladur, effectue une tournée au Gabon, au Cameroun, au Tchad et au Zaïre au cours de laquelle il rencontre Omar Bongo, Paul Biya, Idriss Déby et Mobutu. Face à lui, l'avocat Robert Bourgi effectue une tournée comparable afin de recueillir le soutien de plusieurs capitales africaines à la candidature de Jacques Chirac,.
Après l'élection présidentielle de 2007 et jusqu'au 7 septembre 2012, Patrick Balkany est titulaire d'un passeport diplomatique (que lui a délivré le ministre des Affaires étrangères Bernard Kouchner), alors qu'il n'a pas de fonctions officielles dans ce domaine.
À partir de 2007, la ville de Levallois-Perret reçoit fréquemment des membres des réseaux de la « Françafrique », dont certains obtiennent même une HLM. Le conseiller de Patrick Balkany Renaud Guillot-Corail déclare rencontrer « tous les jours des Africains qui viennent passer des messages car ils savent que le maire a l'oreille de Nicolas Sarkozy ».
Patrick Balkany aurait été partie prenante dans le dossier d'UraMin. En 2007, la société Areva rachète pour 1,8 milliard d'euros des mines d'uranium. L'homme d'affaires George Forrest et Patrick Balkany auraient joué les médiateurs dans un différend entre Areva et le président centrafricain François Bozizé.
Patrick Balkany affiche en 2009 depuis Conakry son soutien au capitaine Moussa Dadis Camara, chef de la junte militaire à l'origine du coup d'État de 2008 et qui s'est autoproclamé président de la République de Guinée. Il critique la position de la diplomatie française à son égard, jugeant que le « quai d'Orsay est à côté de la plaque ». Une semaine après ces déclarations, la répression le 28 septembre d'une manifestation pacifique par les autorités, ayant entraîné la mort de 157 civils et plusieurs milliers de blessés, entraîne une forte désapprobation du ministère des Affaires étrangères,,.
En août 2008, la commune de Levallois signe avec la République du Tchad un contrat de 5,7 millions d’euros pour héberger dans des locaux communaux les membres de l'ambassade du Tchad, le temps de réhabiliter les locaux de celle-ci.
En 2009, Patrick Balkany rencontre le général Mohamed Ould Abdel Aziz, auteur en 2008 d'un coup d'État en Mauritanie qui renverse le président Sidi Ould Cheikh Abdallahi et le Premier ministre Yahya Ould Ahmed El Waghef. Quelques jours après cette rencontre, Ould Abdel Aziz s'autoproclame président du Haut Conseil d'État.
Il est fait commandeur dans l'ordre du Mérite centrafricain par le président François Bozizé en 2010.

## Affaires judiciaires

### Synthèse
Selon plusieurs journalistes, il est un symbole du clientélisme régnant dans les Hauts-de-Seine, ce qui explique que, malgré les nombreuses affaires judiciaires qui le touchent, il soit réélu à la mairie de Levallois-Perret.
Patrick Balkany affirme se réjouir que ses électeurs sont « indifférents aux affaires judiciaires qui n'intéressent que la presse »,.
| Années    | Description                                                                                      | Issue/notes |
| --------- | ------------------------------------------------------------------------------------------------ | --- |
| 1996      | Condamnation pour prise illégale d'intérêts à Levallois-Perret                                   | Quinze mois de prison avec sursis, 200 000 francs d’amende et deux ans inéligibilité. Il rémunérait aux frais de la mairie des employés qui s’occupaient de sa propriété. |
| 2000-2005 | Relaxe dans l'Affaire des HLM des Hauts-de-Seine                                                 | Mise en examen pour complicité de trafic d'influence, puis relaxe. |
| 2014      | Affaire Bygmalion                                                                                | Soupçons de fausses factures à Levallois-Perret. |
| 2013-2020 | Condamnation dans l'Affaire Balkany de blanchiment de fraude fiscale, volet fraude fiscale       | Première mise en examen en 2013. Dissimulation de ses revenus et montage de sociétés-écrans pour masquer l'origine de son patrimoine (estimé par le tribunal à 11 millions d'euros), ce qui a permis d'éviter de payer 3 millions d'euros d'impôt sur le revenu et de 1,36 million d'euros d'ISF. Absence de déclaration au fisc de virements reçus pour un total de 5 millions de dollars. Condamnation définitive en 2020 à trois ans de prison ferme et à 10 ans d'inéligibilité pour fraude fiscale. |
| 2013-2022 | Condamnation dans l'Affaire Balkany de blanchiment de fraude fiscale, volet blanchiment d'argent | Première mise en examen en 2013. Acquisition de son patrimoine (en particulier de luxueuses villas à plusieurs millions d'euros) grâce à des sommes non-déclarées au fisc et a reçu 3 millions d'euros en échange de l’attribution de droits à construire à Levallois-Perret. Relaxé du délit de corruption passive et reconnu définitivement coupable en 2021 de blanchiment aggravé, prise illégale d’intérêts et déclaration mensongère à la HATVP, la peine est prononcée par la cour d'appel en janvier 2022. Celle-ci condamne Patrick et Isabelle Balkany à respectivement quatre ans et demi et trois ans et demi de prison, 100 000 euros d’amende et de dix ans d’inéligibilité chacun, ainsi que de la confiscation de l’usufruit du moulin de Cossey, à Giverny et 400 000 euros de dommages-intérêts à l’État (moins que le million d’euros prononcé en mai 2020) ; confusion totale de ces sanctions avec celles de trois ans d’emprisonnement ferme prononcées dans le volet fraude fiscale,. |
| 2016      | Rapport de la Chambre régionale des comptes                                                      | Remise en cause de la gestion de la ville de Levallois-Perret. |
| 2016      | Soupçons d'abus de faiblesse                                                                     | Une enquête préliminaire est ouverte par le parquet de Nanterre au sujet d'un mariage célébré en 2014 par le maire de Levallois-Perret qui aurait pu aider à libérer une opération immobilière au bénéfice d'un proche de Patrick Balkany. |
| 2020-     | Mise en examen pour « détournement de fonds publics »                                            | Enquête ouverte en 2013, mis en examen en 2020. Usage d'employés municipaux à des fins personnelles. |
| 2021-     | « prise illégale d’intérêts » et « abus de biens sociaux »                                       | Mis en examen en 2021. Location de locaux appartenant à la ville de Levallois-Perret à diverses sociétés, certaines appartenant à sa fille. |

### Condamnation pour prise illégale d'intérêts à Levallois-Perret en 1996
En mai 1996, Patrick Balkany est condamné (décision confirmée en appel le 30 janvier 1997) par la 9e chambre du tribunal correctionnel de Nanterre, à quinze mois de prison avec sursis, 200 000 francs d'amende et deux ans d'inéligibilité, pour « prise illégale d'intérêts » Il avait rémunéré aux frais du contribuable levalloisien entre 1985 et 1995 trois personnes désignées comme des employés municipaux, mais qui ne s'occupaient que de son appartement de Levallois-Perret et de sa résidence secondaire près de Giverny. Son épouse Isabelle, vice-présidente du conseil général des Hauts-de-Seine et conseillère municipale à Levallois-Perret, est condamnée à la même peine pour « prise illégale d'intérêts ».
Le 28 juillet 1999, la chambre régionale des comptes (CRC) d'Île-de-France condamne Patrick Balkany à rembourser à la ville de Levallois-Perret le montant des salaires des employés municipaux liés à sa condamnation, soit 523 897,96 €. Ayant interjeté l'appel devant le Conseil d'État, qui ne casse pas le jugement de la chambre le 27 juillet 2005, Patrick Balkany étale le remboursement des salaires à la ville de 2000 à 2006. Il est aussi redevable à la municipalité de Levallois-Perret des intérêts que les juges ont fait courir à compter du 31 mai 1995, date du licenciement par le maire des agents communaux, soit un montant de 230 865,57 €. En février 2007, le ministre de l'Économie, des Finances et de l'Industrie, Thierry Breton, est saisi par Patrick Balkany d'une demande de remise gracieuse de cette dette. Le 12 février 2007, le conseil municipal de Levallois-Perret (à majorité UMP) donne son accord préalable à sa requête. En juin 2011, François Baroin rejette cette requête. Patrick Balkany règle alors 63 684,43 € et obtient du Trésor un échéancier pour l'apurement du solde de 123 000 €.

### Affaires sexuelles
En 1996, sa compagne de l'époque, qui avait succédé à son épouse Isabelle (avec qui il était en instance de divorce), porte plainte contre Patrick Balkany. Elle l'accuse de « viol et menace avec armes ». La jeune femme, conseillère municipal à Boulogne-Billancourt, affirme à la police judiciaire que Patrick Balkany lui aurait imposé une fellation sous la menace d'une arme à feu. Elle retire finalement sa plainte sans que Patrick Balkany soit inquiété.
En 2016, la championne olympique Marie-Claire Restoux accuse Patrick Balkany de la harceler sexuellement.

### Diffusion d’image à caractère sexuel d’un opposant politique
En 2022, Patrick Bakany et sa femme sont cités à comparaître devant la 14e chambre du tribunal judiciaire de Nanterre. Ils sont accusés d'avoir diffusé des images pornographiques d'un adversaire politique afin de lui nuire. Ils sont relaxés le 6 juin 2023 par le tribunal correctionnel de Nanterre, la preuve qu’il y ait eu un photomontage n’étant « pas suffisamment démontrée ».

### Condamnation pour injure et diffamation envers une élue en 2003
En 2003, il est condamné en première instance par le tribunal correctionnel de Nanterre à 1 500 € d'amende pour injure et diffamation contre l'élue communiste Annie Mandois. Il l'accuse en plein conseil municipal d'avoir utilisé des fonds publics dans l'intérêt d'un parti politique ou pour son intérêt personnel. Ses accusations d'avoir endoctriné des enfants lorsqu'elle était enseignante ne sont pas retenues en première instance,.
Ce jugement est confirmé par la cour d'appel de Versailles le 31 mars 2004.

### Diffamation
En mars 2016, Patrick Balkany est condamné pour avoir diffamé son adversaire politique Arnaud de Courson.

### Relaxe dans l’affaire des HLM des Hauts-de-Seine
La justice soupçonne un système de commissions occultes au sein de l'office HLM des Hauts-de-Seine, présidé par Patrick Balkany et dirigé par Didier Schuller. Patrick Balkany est mis en examen pour trafic d'influence et complicité, puis relaxé en correctionnelle en 2005. Didier Schuller quant à lui est condamné.

### Condamnation pour blanchiment de fraude fiscale et corruption
Trouvant son origine dans des sommes d'argent non déclarées détenues en Suisse dans les années 1980-1990 (délit de fraude fiscale aujourd’hui prescrit), cette affaire émerge à partir de 2013 en raison de soupçons de blanchiment de cette fraude fiscale par le biais de l’achat de biens immobiliers luxueux, et d'une autre fraude fiscale pour la non déclaration au fisc de ces propriétés, délit qui aurait permis au couple Balkany de ne pas s'acquitter de l’impôt de solidarité sur la fortune (ISF). La justice s'intéresse également à l'acquisition par le couple de sa propriété de Giverny et à un compte ouvert auprès de la filiale suisse de la banque néerlandaise ABN AMRO en juillet 1994,.
Dans le cadre de l'achat de la société de mines d'uranium UraMin par le leader du nucléaire Areva, Patrick Balkany a touché 5 millions de dollars en tant qu'intermédiaire, aux côtés de l'industriel belge George Forrest,, une somme non déclarée au fisc. Patrick Balkany aurait donc reçu, parmi d'autres personnalités, une commission occulte en échange de la facilitation de l'accord entre la France et le président de la République centrafricaine, François Bozizé, qui exigeait un droit d'entrée sur l'exploitation de la mine de Bakouma, située sur son sol,. En janvier 2015, le parquet de Paris ouvre une enquête pour « corruption d'agent public étranger ».
En avril 2016, les Panama Papers, conduits par de nombreux médias à travers le monde grâce aux documents du cabinet d'avocats Mossack Fonseca, confirment que Patrick Balkany est le réel propriétaire d'un riad à Marrakech à travers une société offshore au Panama, une information dont disposait déjà la justice.
Le procès s'ouvre le 13 mai 2019 et Patrick et Isabelle Balkany sont condamnés le 4 mars 2020 en appel, à une peine de quatre ans de prison dont un avec sursis pour Patrick Balkany, et trois ans de prison ferme pour Isabelle Balkany, sans mandat de dépôt, assortis pour tous les deux de dix ans d'inéligibilité. Il est incarcéré à la prison de la Santé, le 13 septembre 2019 mais est libéré sur décision de la cour d’appel de Paris, cinq mois plus tard, le 12 février 2020, pour des « raisons de santé ». Il est placé à partir de début 2021 sous bracelet électronique, pour une durée initiale de neuf mois. Le 3 février 2022, à la suite de multiples infractions, la cour d'appel de Rouen révoque le placement sous bracelet des époux Balkany, et prononce leur renvoi en détention. Apprenant la nouvelle, Isabelle Balkany aurait fait une nouvelle tentative de suicide.
Patrick Balkany saisit la justice le 25 octobre 2024 pour faire annuler sa peine de 10 ans d’inéligibilité afin de se représenter à la mairie de Levallois-Perret en 2026.

### Gestion controversée de Levallois-Perret

#### «Anomalies significatives» dans les comptes de la ville
En février 2016, la Chambre régionale des comptes d'Île-de-France rend public un rapport,, qui souligne que les comptes de la ville de Levallois-Perret sur la période de 2007 à 2013, n'étaient « ni sincères ni réguliers », en raison d'« anomalies significatives » dans la tenue des comptes, à hauteur de 117 millions d'euros,. La chambre s'étonne également des choix de subventions que la mairie accorde à des associations explicitement favorables à Patrick Balkany et sa femme,.
Les comptes publiés par la mairie ne donneraient pas « une image fidèle de la situation financière de la ville ».
Le Figaro, dans son édition du 11 février 2016, indique :
« trois exercices (2007, 2011 et 2012) sont annoncés comme bénéficiaires alors qu'ils seraient en réalité déficitaires. Celui de 2007 affiche même un écart de 28,7% avec la correction effectuée par la Chambre régionale des comptes. ».
Toujours, selon Le Figaro : « Les juges de la CRC s'étonnent également des conditions de rémunération des cadres municipaux, largement supérieures aux usages pour une ville de la taille de Levallois-Perret (65 000 habitants) : salaires élevés, primes et heures supplémentaires représentant des suppléments de revenus mensuels à quatre chiffres, et trois chauffeurs permanents employés par la municipalité ».
Le Point, à la même date, indique que « le rapport, d'environ 200 pages, étrille un système d’"associations satellites de la collectivité", qualifiées par la commune elle-même de "paramunicipales", et "pour le compte de laquelle elles agissent comme des prestataires de services", selon la CRC. » et « disposent de moyens "insuffisamment formalisés", "voire en contradiction totale avec les règles légales" ».
La commune de Levallois-Perret, dans son mémoire en réponse à la Chambre régionale des comptes (consulté par l'AFP), indique que « si elle a pris connaissance des observations et recommandations de la chambre, qu'elle s'est efforcée de mettre en œuvre - ou engagée à le faire -, n'en conteste pas moins la méthode, le parti pris et les nombreuses inexactitudes dudit rapport, qui remettent en cause la fiabilité de ce document ».
En février 2017, selon l'AFP, la Cour des comptes pointe des anomalies graves dans la gestion de Levallois-Perret.
La Cour dénonce des associations et des sociétés « imbriquées » avec la commune ainsi qu’un système « opaque ».
De plus, elle invite l’État francais à surveiller davantage la gestion de la commune dirigée par Patrick Balkany.

#### Soupçons d'abus de faiblesse
En juin 2016, une enquête préliminaire pour abus de faiblesse est ouverte par le parquet de Nanterre au sujet d'un mariage célébré en 2014 par le maire de Levallois-Perret qui aurait pu aider à libérer une opération immobilière au bénéfice d'un proche de Patrick Balkany,. Patrick Balkany nie toute manœuvre et indique également que « la préparation de ce mariage a été rigoureusement conforme à la législation en vigueur ».

#### Soupçons de fausses factures dans le cadre de l’affaire Bygmalion
Après les révélations de l'affaire Bygmalion en 2014, concernant les comptes de campagne de Nicolas Sarkozy lors de l'élection présidentielle de 2012, l’Association des contribuables de Levallois-Perret découvre un contrat passé avec la ville de Levallois de 192 000 €. Le contrat a pour objet de « refondre le site internet de la ville et en faire sa publicité sur les réseaux sociaux » et la création d'un compte twitter ; or il s'avère que le site internet n'a pas été retouché et que le compte Twitter de Levallois avait été créé un an avant la signature du contrat.
En février 2016, la presse se fait l'écho d'un rapport de la chambre régionale des comptes qui laisserait entendre que la commune de Levallois-Perret pourrait être impliquée dans le scandale Bygmalion. Selon Le Figaro du 11 février 2016 : « En janvier de cette année en effet [2012], la mairie a lancé un appel d'offres pour un marché « d'accompagnement et de conseil en communication ». Problème : non seulement l'entreprise Bygmalion a été choisie alors qu'elle était nettement plus chère que ses concurrents (note finale pour la commune : 218 029 € selon le rapport), mais les prestations réelles (officiellement une « mise à disposition de consultants ») sont jugées « incertaines » par le CRC qui soupçonne qu'elles n'ont jamais été effectuées. ».

#### Mise en examen pour«détournement de fonds publics»
Le 24 juillet 2020, Patrick Balkany est mis en examen pour détournement de fonds publics. Il est soupçonné d’avoir utilisé des agents municipaux, en particulier des chauffeurs, à des fins personnelles.

#### Mise en examen pour «prise illégale d’intérêts» et «abus de biens sociaux»
Le parquet de Nanterre annonce le 7 janvier 2021 que Patrick Balkany est placé en garde à vue ainsi que son gendre et son directeur de cabinet ; il aurait loué un local entre 2008 et 2015 à diverses sociétés dont certaines appartenant à sa fille, alors qu'il n’était pas censé être exploité. Le 9 février 2021, Patrick Balkany est mis en examen pour « prise illégale d’intérêts » et « abus de biens sociaux ».

## Détail des mandats et fonctions

### À l’Assemblée nationale
Patrick Balkany a été député de la cinquième circonscription des Hauts-de-Seine (Levallois-Perret-Clichy) :
- du 23 juin 1988 au 1er avril 1993
- du 2 avril 1993 au 21 avril 1997
- du 19 juin 2002 au 19 juin 2007
- du 20 juin 2007 au 19 juin 2012
- du 19 juin 2012 au 20 juin 2017

### Au niveau local

#### Département des Hauts-de-Seine
- 22 mars 1988 au 2 octobre 1988 : vice-président du conseil général
- de 1985 à 1998 : président de l'Office public départemental d'HLM des Hauts-de-Seine

#### Commune de Levallois-Perret
- 14 mars 1983 au 19 mars 1989 : maire
- 20 mars 1989 au 18 juin 1995 : maire
- 19 juin 1995 au 1er juillet 1997 (mandat écourté à la suite de sa démission) : conseiller municipal
- 19 mars 2001 au 9 mars 2008 : maire
- 10 mars 2008 au 29 mars 2014 : maire
- du 30 mars 2014 au 6 mars 2020 (démis d’office à la suite de sa condamnation en appel) : maire

### Au sein de partis
- 1976 : membre du conseil national du RPR
- 1990 : membre du bureau politique du RPR
- 2012 : secrétaire national de l'UMP, délégué à l'attractivité de la France

## Publication
- Patrick Balkany, Une autre vérité, la mienne, Paris, Éditions Michel Lafon, 2010, 264 p. (ISBN 978-2-7499-1003-1)

## Distinctions
- Commandeur de l'ordre du Mérite centrafricain (2010)[122] par François Bozizé, le président centrafricain[123].